# والبرمبو
والبرمبو (به ایتالیایی: Valbrembo) یک کومونه در ایتالیا است که در استان برگامو واقع شده‌است.

## خصوصیات
والبرمبو ۳٫۷ کیلومترمربع مساحت و ۳٬۵۸۴ نفر جمعیت دارد و ۲۶۱ متر بالاتر از سطح دریا واقع شده‌است.